# ATP巡回赛
ATP巡回赛（ATP Tour）是由职业网球联合会组织的世界性男子顶级网球巡回赛。次级巡回赛为ATP挑戰賽，再次级巡回赛为国际网联男子巡回赛。ATP巡回赛於2009年至2018年期間被称为ATP世界巡回赛。